# Universidad de Akron
La Universidad de Akron (University of Akron en idioma inglés) es una universidad pública ubicada en Akron (Ohio),  Estados Unidos.

## Deportes
Compite en la Mid-American Conference de la NCAA.